# Weberkuhle

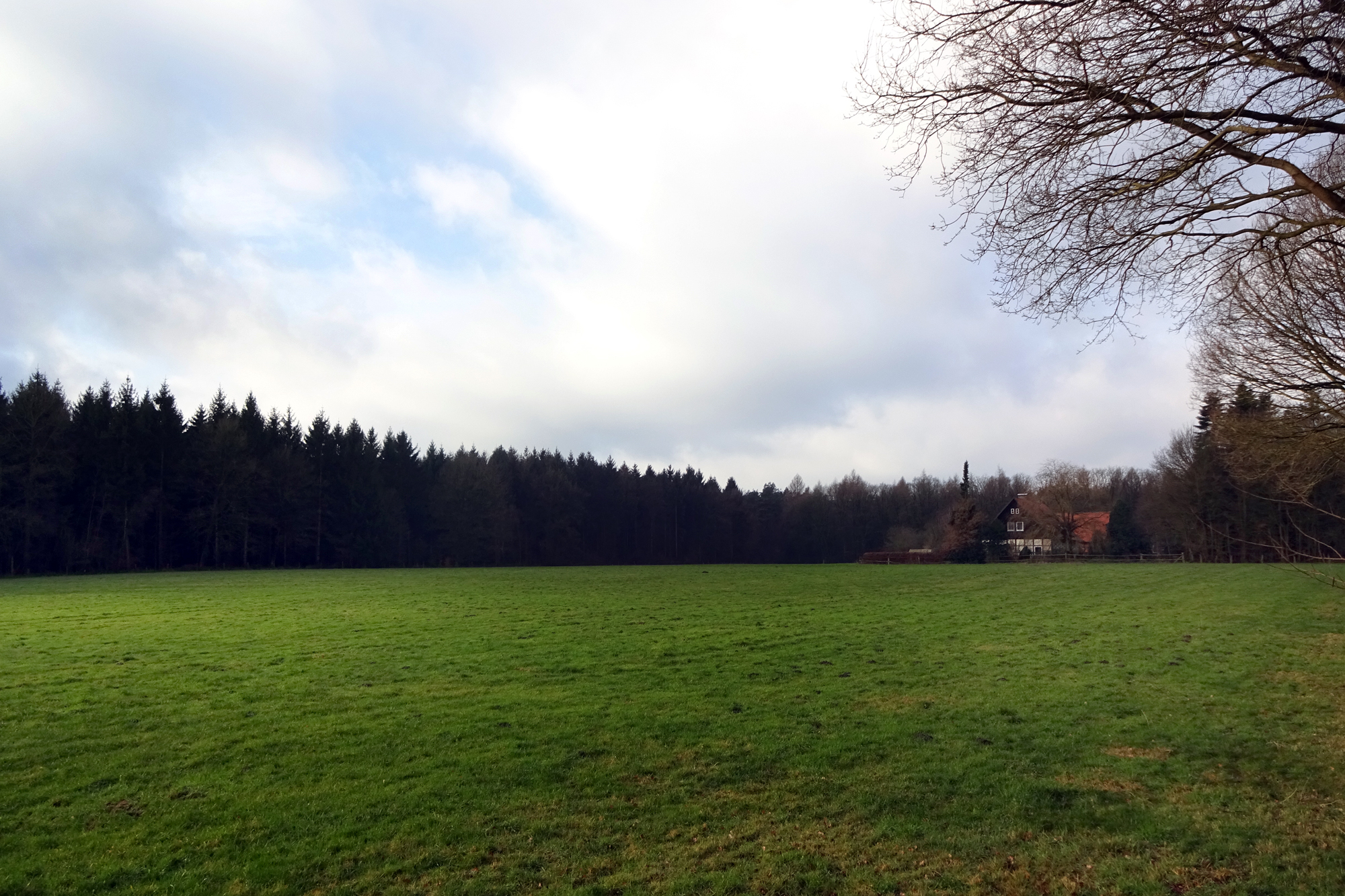
Wald und Forsthaus Weberkuhle

Weberkuhle ist ein Waldgebiet und ehemaliger Gutsbezirk im Landkreis Nienburg/Weser in Niedersachsen.

## Lage
Die Gemarkung Weberkuhle liegt beiderseits der Bundesstraße 214 auf den Flächen der Gemeinden Wietzen und Binnen (beide Samtgemeinde Weser-Aue). Durch das Gebiet fließt der Weberkuhlegraben.

## Geschichte
Der in der Gemarkung Weberkuhle gelegene gleichnamige Forsthof gehörte zu Zeiten des Königreichs Hannover zum Amt Nienburg. Nach der Annexion durch Preußen 1866 wurde Weberkuhle dem Landkreis Nienburg zugeordnet. Während des Zweiten Weltkriegs wurden sowjetische Häftlinge aus dem nahegelegenen Gefangenenlager Glissen zur Zwangsarbeit im Staatsforst Weberkuhle eingesetzt.
Heute hat die Revierförsterei Nienburg ihren Sitz im Forsthaus Weberkuhle. Der Staatsforst wird durch die Niedersächsischen Landesforsten bewirtschaftet.

## Naturschutz
Seit 1973 ist die Gemarkung Weberkuhle gemäß der Verordnung LSG NI 43 als Landschaftsschutzgebiet „Weberkuhle-Kaiserberg“ ausgewiesen.

## Persönlichkeiten
- Richard Cappelle (1886–1954), Lehrer und Historiker, wurde als Sohn des königlichen Försters am 16. Dezember 1886 im Forsthaus Weberkuhle geboren.[6]